# Musée de la Nacre et de la Tabletterie
Le musée de la Nacre et de la Tabletterie, labellisé musée de France, se situe à Méru, dans le sud du département de l'Oise, dans la région des Hauts-de-France, berceau d'une activité tabletière intense aujourd'hui disparue et dont le musée conserve une partie du savoir-faire.

## Histoire
Dès le XVIIe siècle, les paysans de la région de Méru s'adonnent durant les mois d'hiver à la pratique de la tabletterie, petit artisanat ne nécessitant pas un outillage complexe. Ils se forment empiriquement et développent des aptitudes pour ce travail qui réclame une grande délicatesse. À cette époque, ils utilisent principalement la corne, l'os, l'ivoire et le bois pour fabriquer des objets aussi variés par leur forme que par leur utilité : montures d'éventails, pommeaux de cannes, boules de billards, dames, jeux d'échecs, étuis, manches de couverts et d'ustensiles divers, têtes de baguettes à fusils, garnitures de bureaux, chapelets, crucifix, etc.
Leur production est achetée par des tabletiers et des marchands parisiens heureux de trouver à une cinquantaine de kilomètres seulement de la capitale une main d'œuvre bon marché et dévouée à laquelle ils fournissent la matière première. Les articles sont revendus en France aussi bien qu'à l'étranger. Cependant, les fluctuations économiques rendent le métier difficile.
Au XIXe siècle en revanche, les progrès technologiques, l'industrialisation et l'ouverture des marchés permettent l'essor de cette activité qui devient alors prépondérante dans le canton méruvien. Le nombre de tabletiers se multiplie de façon considérable (environ 1500 en 1837, 3856 en 1851). Les rendements ne cessent de croître. Le travail de la nacre et de l'écaille sont devenus courants. La variété des produits façonnés s'élargit encore davantage : jeux de dominos, fiches et jetons, dés, couteaux, cornes à lanternes de navires, mesures linéaires, chausses-pieds, brosses et brosses à dents, châsses à rasoir, touches de piano ou d'accordéon, etc. Parallèlement, une industrie du bouton, et plus particulièrement du bouton de nacre, émerge pour approvisionner la haute couture, le prêt-à-porter et les marchés du monde entier.
De cette époque faste, la ville de Méru conserve le surnom de « Capitale mondiale du bouton de nacre » (souvent réduit à celui de « Capitale de la nacre ») mais guère davantage car la tabletterie a maintenant quitté la région. L'amorce de ce déclin date du début du XXe siècle. Il s'explique notamment par la disparition progressive des débouchés, par le renforcement de la concurrence ou par la généralisation des matériaux synthétiques.
En effet, l'éventail, le carnet de bal et bien d'autres objets traditionnels passent de mode. La demande en tétines de biberons, hochets, montures de lunettes, fume-cigarettes ou accessoires de manucure ne suffit pas. Les tabletiers les plus talentueux poursuivent une production d'objets de luxe (boucles de ceintures, jumelles de théâtre, poudriers, pendulettes, coffrets, etc.) et se convertissent à la bijouterie pour pallier le manque à gagner. L'industrie du bouton continue de se moderniser mais n'est pas épargnée par la crise pour autant. Les grèves des années 1900 et celle de 1936 en témoignent. L'emploi de la galalithe et du plexiglas dans un premier temps, puis des nylons et autres polyesters, accorde un répit de courte de durée à la boutonnerie industrielle qui disparait cependant à la fin du millénaire tandis que les ateliers artisanaux ont depuis longtemps fermé leurs portes, faute de repreneurs.
Quelques bâtisses de briques à grandes baies vitrées rappellent l'existence de ce passé industriel qui s'illustre également par la multitude de déchets nacrés jonchant le sol des jardins et des allées des environs. Aujourd'hui ne demeure à Méru qu'une seule entreprise, les établissements Mercier, héritière d'une longue histoire dont le musée de la Nacre et de la Tabletterie a pour vocation de préserver et perpétuer la mémoire.

## Historique du musée
Le musée de la Nacre et de la Tabletterie a ouvert le 22 mai 1999, quatre-vingt-quinze ans après les premières propositions dont on relève la trace dans la presse locale où il est alors question d'un musée « à la fois utile à notre industrie de tabletterie et aux œuvres et créations artistiques de notre ville ».
Cependant, les grèves des boutonniers en 1909 et la guerre 1914-1918 mettent un frein à cette initiative. Il faut attendre 1961 pour voir réapparaître dans les journaux l'idée de la création d'un musée dans la Tour des Conti, en plein centre-ville de Méru, mais là encore le projet reste sans suite.
Ce n'est que dans les années 1970 que débutent de véritables actions de collecte et de médiation avec le concours de la Maison des Jeunes et de la Culture de Méru, avec la création en 1977 de la Société des Amis du Musée de Méru puis celle de l'Écomusée du Beauvaisis en 1978 et les soutiens de la municipalité ainsi que du Ministère de la culture.
Toutefois, malgré les efforts entrepris, le projet reste lacunaire. Pour pallier le manque de collections, une seconde association voit le jour en 1986 : les Amis du Musée du travail de la nacre, de l'ivoire, de l'os et des bois précieux au pays des boutonniers, tabletiers et éventaillistes du Thelle en Picardie.
Ainsi à l'aube des années 1990, les éléments recueillis, tant matériels (outils, machines, matières premières, produits finis) qu'immatériels (témoignages oraux, bibliographiques, photographiques, réappropriation du savoir-faire) sont suffisamment nombreux pour que l'emplacement du futur musée soit enfin défini. Le site de l'ancienne usine de tabletterie dite « Dégremont » semble tout à fait approprié. Des études de faisabilité sont menées par l'Écomusée qui repère encore quelques points faibles. Avec l'aide financière de la Direction Régionale des Affaires Culturelles (DRAC) de Picardie, la mairie de Méru engage de ce fait en 1993 les chercheurs de l'association parisienne AEPTES. Leur rapport, fourni en 1994, constitue dès lors une base solide sur laquelle s'appuyer. La ville de Méru, souhaitant maintenir ce patrimoine industriel dans la région, cède alors le site pour un franc symbolique.
Les travaux commencent la même année. Le District des Sablons en est le maître d'œuvre et partage le financement avec l'État et la Région Picardie. La DRAC a la charge des contenus du musée tandis que l'étude muséographique est confiée par le District à l'Écomusée des Pays de l'Oise.
Le musée de la Nacre et de la Tabletterie ouvre enfin ses portes le 22 mai 1999. L'inauguration officielle est célébrée un peu plus tard, le 1er juin 2000, en présence de près de 300 personnes. À cette date, le musée comptabilise déjà 20 500 entrées alors que les estimations étaient de 15 000 pour la première année d'ouverture. Depuis, le musée de la Nacre et de la Tabletterie conserve une fréquentation stable avec une moyenne d'environ 20 000 visiteurs par an.
Face à ce succès et afin de valoriser son patrimoine culturel et son territoire, la Communauté de communes des Sablons a démarré en 2006 des travaux d'extension du musée, inaugurés en 2010.

## Les bâtiments
Installé dans une ancienne usine du XIXe siècle, le musée de la Nacre et de la Tabletterie bénéficie de volumes spacieux et d'une architecture caractéristique. En outre, cette usine est à la fois représentative de l'industrie tabletière méruvienne comme elle l'est aussi de cette période de croissance économique importante qualifiée de Révolution industrielle. Ainsi, contenu et contenant se répondent dans un consentement mutuel.
La construction du complexe industriel qui abrite aujourd'hui le musée a débuté vers 1857 pour s'achever en 1887. Elle est l'initiative d'un certain Fessart, négociant en matières premières pour la tabletterie. Ce dernier avait commencé par faire édifier en 1852 une usine mécanisée située dans le val de Méru afin d'en faire un lieu de production tabletière, or il semble s'être ravisé et le bâtiment est devenu la laiterie Maggi. Son projet aboutit enfin en 1859 avec l'ouverture de sa seconde usine qu'il agrémentera de dépendances diverses : bureaux, magasins, conciergerie, écurie ou remises, le tout clôturé par un mur d'enceinte à l'appareillage remarquable. Le bâtiment central reste cependant le lieu de production principal. Il s'étend sur 10 mètres de large et 60 mètres de long, possède deux niveaux sous combles et est équipé d'une machine à vapeur fixe, ce qui en fait la première usine de tabletterie motorisée à Méru. La chaufferie, placée à l'arrière du bâtiment, fait face à la machine sise au centre de l'édifice. De là s'élève une cheminée tronconique reposant sur un socle carré. Les murs sont faits de briques. Ils alternent plusieurs séries de grandes baies vitrées en arc plein cintre et autant de pilastres. Les charpentes sont couvertes d'ardoise. Le résultat est finalement très représentatif de l'ensemble des grandes industries du Nord de la France à cette époque.
En 1892, le site appartient aux frères Dégremont. Ils y occupent une grande partie de l'espace et louent de petits locaux à des artisans. Plus de quatre-vingts ouvriers œuvrent chaque jour dans ces ateliers. Un plan daté de la même année permet de définir l'organisation spatiale du travail. Au rez-de-chaussée se trouvent des scieries d'os et de nacre réparties de part et d'autre de la machine à vapeur. La fabrication a lieu à l'étage. À cette époque, il s'agit de boutons d'os, des jetons, de crochets, de dés et de marques à jouer.
Après 1920, sous l'appellation d'Industrie Méruvienne, l'usine change de main à plusieurs reprises. Un incendie ravage le toit de la fabrique en 1946. La production s'arrête finalement en 1972. Les lieux sont ensuite utilisés comme entrepôts par les établissements Desmarets qui y stockent alors les jouets fabriqués par les usines Nathan de Méru. De ce fait, les bâtiments récupérés dans les années 1990 sont vides de toute installation en état de marche.
Cette enveloppe architecturale, néanmoins riche par son histoire, est inscrite aux Monuments Historiques le 19 janvier 1994 et est présente dans l'Inventaire Général. Des travaux de rénovation débutent nonobstant. Il s'agit d'une part de sauver l'usine et d'autre part d'y aménager un cadre d'accueil pour le futur Musée de la Nacre et de la Tabletterie.
Le chantier se concentre sur le bâtiment affilié autrefois à la production. C'est là, en effet, que les collections vont prendre place. La cheminée, fissurée et en partie démolie, est consolidée. Puis, les architectes Lusso et Laurent de Chantilly sont choisis pour entreprendre la suite des travaux. Leur projet vise à mettre l'édifice en valeur, ce qui passe nécessairement par la réfection totale de la charpente et des menuiseries. Les baies vitrées font l'objet d'une restauration particulièrement poussée : les anciennes fenêtres sont remplacées par de nouvelles pièces en fonte forgées artisanalement afin de préserver le cachet de l'usine. Les escaliers en façade, côté Nord, sont revus pour offrir deux voies d'accès spacieuses abritées par des verrières dont la transparence apporte lumière et modernité sans dénaturer le site. L'architecture intérieure ainsi que la conception du mobilier reviennent à Zette Cazalas, scénographe dont le cabinet se trouve à Paris. En concertation avec l'Écomusée des pays de l'Oise responsable de la muséographie, elle parvient à lier harmonieusement l'ancien et le contemporain. Les coquillages nacrés utilisés en tabletterie constituent sa principale source d'inspiration. Parallèlement, la reconstitution de deux ateliers, grâce à des recherches menées auprès des anciens du métier, s'organise au rez-de-chaussée. Une véritable machine à vapeur est réimplantée au centre du bâtiment. Celui-ci s'étend sur 1 200 m2 et offre une surface d'exposition quasi identique.
Lorsque le musée ouvre, les travaux ne sont encore pas tout à fait terminés et le mobilier n'est pas livré dans sa totalité, mais il dispose déjà d'un parcours animé qui lui vaut un grand succès. Dès 2006, le Musée de la Nacre et de la Tabletterie fait l'objet d'un nouveau chantier qui s'attaque cette fois à l'ensemble du complexe industriel Dégremont. Les architectes DPLG Walter Melocco et Patricia Duchemin en sont les maîtres d'œuvre. Le but de ces travaux est de remettre en état les deux bâtiments voisins encore en place et d'aménager les abords de façon à intégrer un plus grand parking ainsi qu'un jardin paysagé. Les objectifs sont pluriels : il s'agit de réhabiliter le site, de créer des espaces plus fonctionnels ainsi que de nouveaux services, de réguler le flux des visiteurs et de relancer une dynamique culturelle. Par praticité, l'extension du musée se fait dans le bâtiment le plus proche auquel il a été raccordé par une passerelle couverte desservant ses deux niveaux. Les 1000 m² ainsi gagnés permettent de contenir locaux techniques, dépôts, salles d'exposition (180 m²), salon de thé, ateliers, salles pédagogiques, salle de séminaire, bureaux et réserves.
En 2017, s'ouvre dans le second bâtiment, un Hôtel-restaurant sous le nom de "Hôtel de la tabletterie".

## Collections

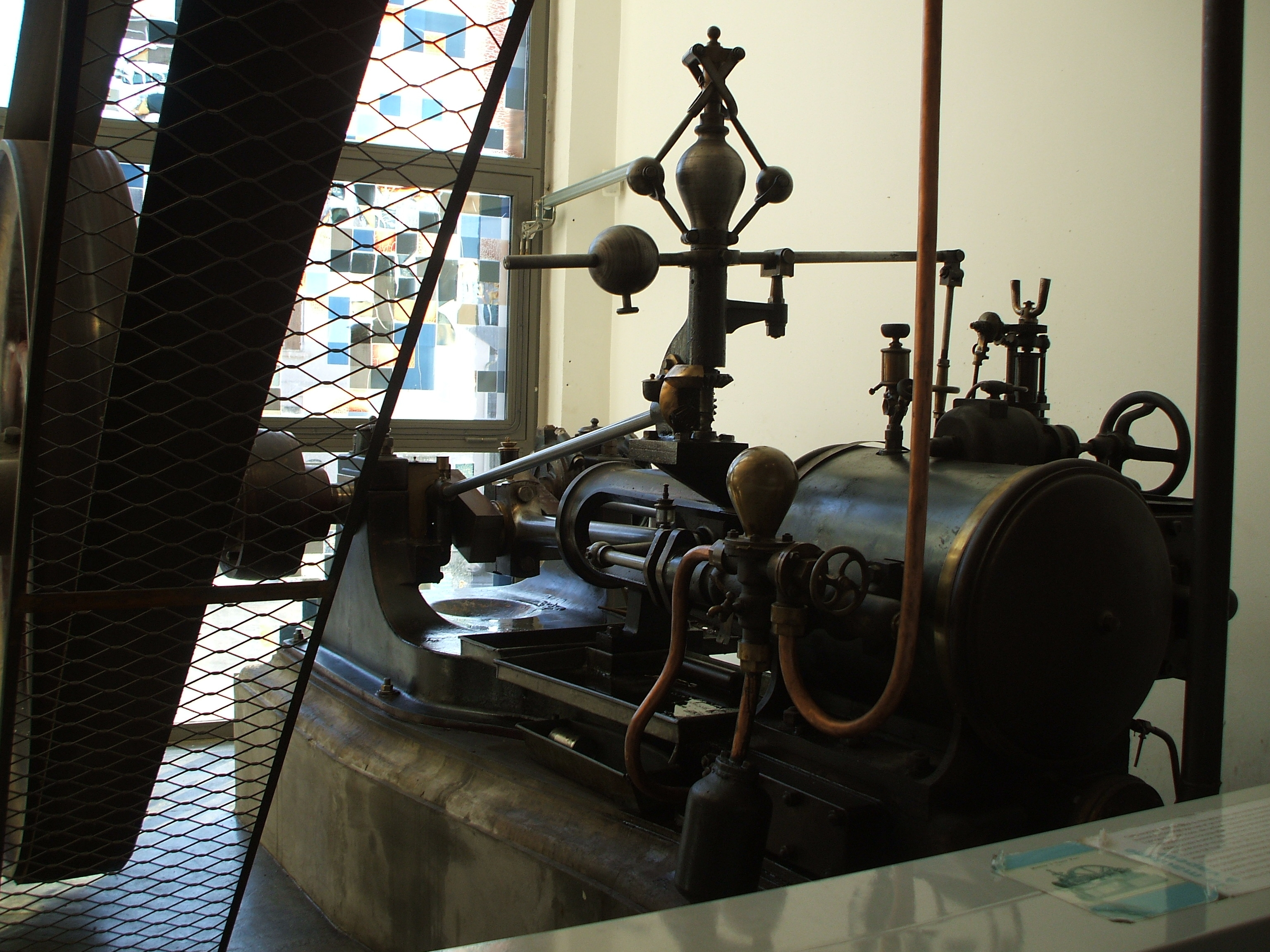
Machine à vapeur.

La tabletterie est un sujet extrêmement vaste, or le Musée de la Nacre et de la Tabletterie a pour vocation d'en explorer tous les aspects. Les témoignages recueillis depuis les années 1970 sont donc variés et de nature parfois très différente. Ils appartiennent aux domaines du patrimoine industriel, de l'artisanat, de l'ethnologie, des sciences naturelles, du costume et des accessoires du costume, du jeu, de l'hygiène, des imprimés et manuscrits, ou de l'ameublement.
Ces témoignages prennent la forme de produits finis (boutons, éventails, boules de billard, missels, anneaux de rideau, jumelles de théâtre, etc.), mais aussi de matières brutes ou semi travaillées, d'outils, de machines et de l'équipement nécessaire au fonctionnement d'un atelier. Quelques documents papier (cartes postales anciennes, factures, patrons, référenciers, livres de comptes, etc.) complètent la liste des objets inventoriés.
Outre les objets constitutifs des collections, le Musée de la Nacre et de la Tabletterie détient également, par l'intermédiaire de certains membres du personnel, de nombreux savoir-faire inhérents à la tabletterie. Ce patrimoine immatériel y est maintenu par une production constante qui permet d'offrir un service de restauration d'œuvres et l'exécution de commandes particulières. Garant de la transmission des connaissances, des gestes et des techniques utiles au tabletier dont le métier n'est plus que très rarement représenté, le musée joue ainsi un rôle de conservatoire. Les visites guidées, parachèvent ce devoir de mémoire par la démonstration : une présentation vivante du savoir-faire.

## Fréquentation
| Année | Entrées gratuites | Entrées payantes | Total  |
| ----- | ----------------- | ---------------- | ------ |
| 2008  | 4 628             | 14 962           | 19 590 |
| 2009  | 5 209             | 14 685           | 19 894 |
| 2010  | 5 545             | 13 864           | 19 409 |
| 2011  | 6 896             | 14 919           | 21 815 |
| 2012  | 6 128             | 15 056           | 21 184 |
| 2013  | 5 790             | 14 631           | 20 421 |
| 2014  | 4 925             | 15 094           | 20 019 |
| 2015  | 4 678             | 14 313           | 18 991 |
| 2016  | 4 437             | 13 669           | 18 106 |
| 2017  | 4 254             | 12 759           | 17 013 |